# Facoltà di Ingegneria aerospaziale

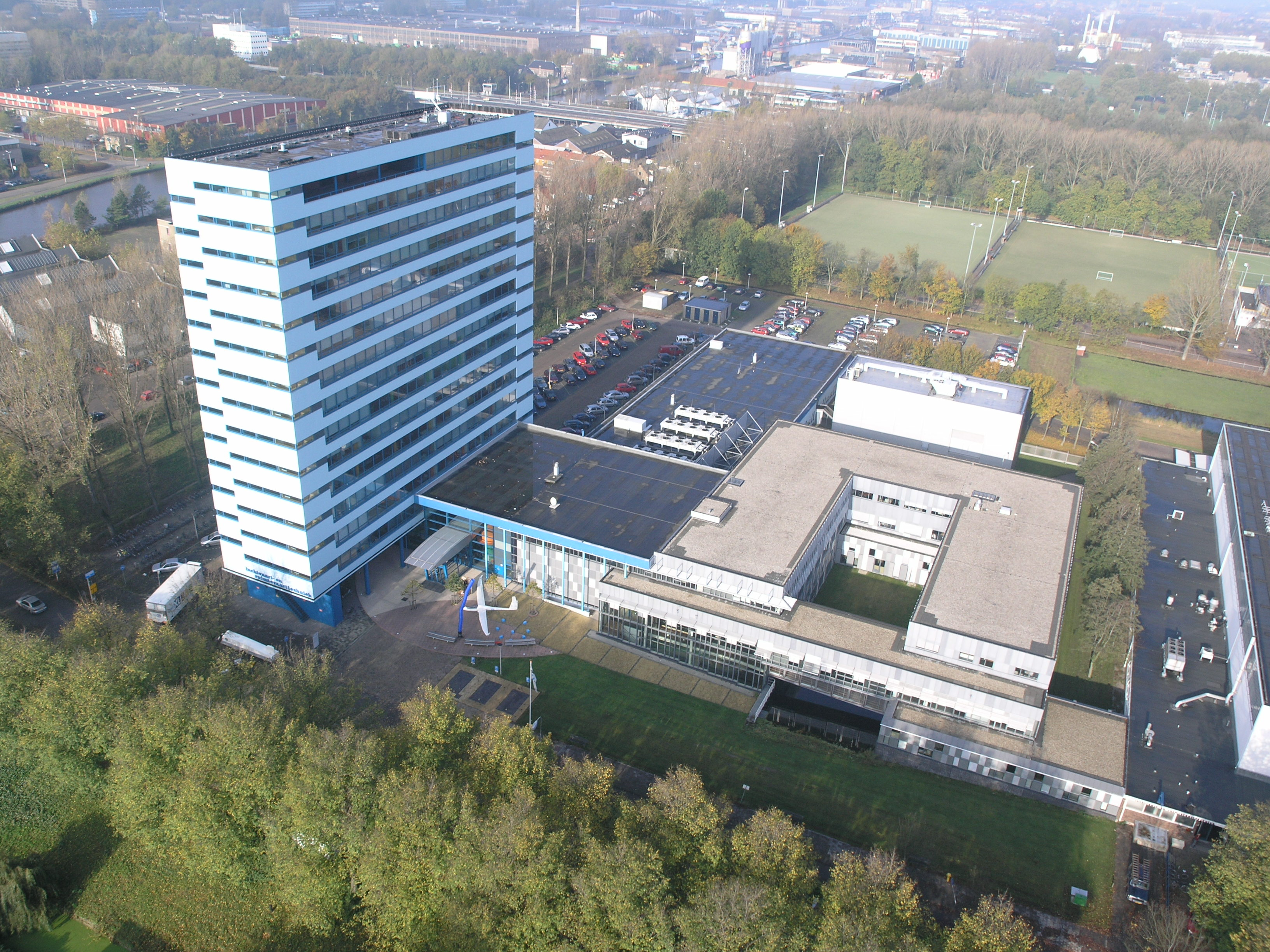
La facoltà di Ingegneria aerospaziale (Luchtvaart- en Ruimtevaarttechniek (LR)) del TU Delft vista dall'alto.

La facoltà di Ingegneria aerospaziale dell'Università tecnica di Delft, conosciuta anche come TU Delft, situata nella città di Delft nei Paesi Bassi, nasce dalla fusione di due discipline tra loro correlate: l'Ingegneria aeronautica e quella astronautica. La prima si occupa dei mezzi aerei, mentre la seconda dei mezzi spaziali. Nell'ambito della facoltà questi due campi vengono trattati sia direttamente che nelle loro ramificazioni, come ad esempio l'energia eolica.

## Descrizione
La facoltà è una delle più grandi delle otto presenti al TU Delft e una delle più grandi dedicata esclusivamente all'ingegneria aerospaziale in Europa. È inoltre l'unico istituto dei Paesi Bassi che svolge attività di ricerca ed istruzione in questo campo.
Nel corso degli anni la facoltà ha ingrandito le proprie strutture e laboratori per rispondere alle crescenti richieste dell'industria aerospaziale. Oggi la facoltà ha circa 2300 studenti nei corsi triennali di base (BSc) e nei master (MSc), 237 membri dello staff accademico e 181 studenti PhD.
Circa il 34% della popolazione studentesca viene da nazioni al di fuori dei Paesi Bassi.
Nel 2023 il TU Delft risulta al 3º posto al mondo e prima in Europa nella categoria "Mechanical, Aeronautical & Manufacturing Engineering" dei QS World University Rankings. Il TU Delft appare al 13º posto nella classifica 2013 "Engineering and Technology" del QS World University Rankings.

## Ricerca
Gli ambiti attuali della ricerca includono la novel aerospace materials, Particle Image Velocimetry, il satellite CubeSat e numerosi altri. Attualmente dieci posizioni di ricerca sono raggruppate nei quattro principali dipartimenti:
- Aerodinamica, Energia eolica, Performance di Volo e Propulsione (AWEP)
- Control & Operations (C&O)
- Strutture e Materiali Aerospaziali (ASM)
- Ingegneria dello Spazio (SpE)

## Strutture
Nell'ambito dell'insegnamento e della ricerca vengono usati estensivamente i laboratori, che includono gallerie del vento subsoniche, supersoniche e ipersoniche, un sofisticato simulatore di navigazione e alcune aree di test dei materiali. Queste strutture permettono di fare esperimenti sull'interazione uomo-macchina, sui controlli di volo, su strutture e materiali, aerodinamica, simulazione, moto e navigazione. La facoltà possiede un jet Cessna Citation che usa come laboratorio volante sia per fare ricerca che per l'insegnamento, grazie alla sua struttura interna modulare che può essere modificata rapidamente.
Il simulatore di volo SIMONA è una delle risorse più preziose della facoltà, può essere programmato per simulare ogni aereo conosciuto oppure per testare le caratteristiche di volo di un nuovo design. La struttura è particolarmente leggera e sospesa su attuatori idraulici che garantiscono un movimento estremamente realistico. Attualmente il simulatore viene usato per ricerca e nell'ambito di alcune tesi di master (MSc).

## Cooperazione nazionale ed internazionale
La facoltà gioca un ruolo significativo nelle organizzazioni nazionali dei Paesi Bassi, come il National Aerospace Laboratory, l'agenzia Netherlands Agency for Aerospace Programmes e la Netherlands Organisation for Applied Scientific Research. 
Le collaborazioni con numerose industrie internazionali e multinazionali attraverso gruppi di ricerca dentro e fuori dai Paesi Bassi garantiscono alla facoltà di rimanere aggiornata con gli ultimi sviluppi dell'industria aerospaziale.
La facoltà fa parte di PEGASUS, la rete europea delle università aerospaziali più prestigiose. Partecipa inoltre ai programmi di scambio per studenti e insegnanti attraverso SOCRATES, ERASMUS e accordi con numerose altre università affiliate.
La facoltà è anche parte della IDEA League (partnership tra quattro università tecniche europee: Politecnico di Milano, TU Delft, ETH di Zurigo, RWTH Aachen, Chalmers).

## SSVOBB
La SSVOBB, acronimo di Stichting Studenten Vliegtuigontwikkeling, -bouw en -beheer (in italiano Fondazione degli studenti per lo sviluppo, la costruzione e la gestione di mezzi aerei) è una fondazione senza scopo di lucro costituita dagli studenti della facoltà. La fondazione si occupa della costruzione e mantenimento di aerei dal valore sia storico che scientifico.